# La Pesga
La Pesga là một đô thị trong tỉnh Cáceres, Extremadura, Tây Ban Nha. Theo điều tra dân số 2005 (INE), đô thị này có dân số là 1162 người.

## Biến động dân số
| 1.295 | 1.290 | 1.283 | 1.217 | 1.201 | 1.187 | 1.173 | 1.168 | 1.162 | 1.148 |